# T92 HMC
T92 Howitzer Motor Carriage (HMC) – amerykańska haubica samobieżna opracowana w okresie II wojny światowej.
Pojazd powstał na nieco zmodyfikowanym podwoziu czołgu M26 Pershing, na którym zamontowano haubicę kalibru 240 mm M1. W marcu 1945 zamówiono krótką serię produkcyjną i pierwszy model testowy został zbudowany w lipcu tego roku.  Równolegle prowadzono prace projektowe nad działem samobieżnym  T93 Gun Motor Carriage (GMC) uzbrojonym w dłuższą, 8-calową (kaliber 203 mm) armatę.

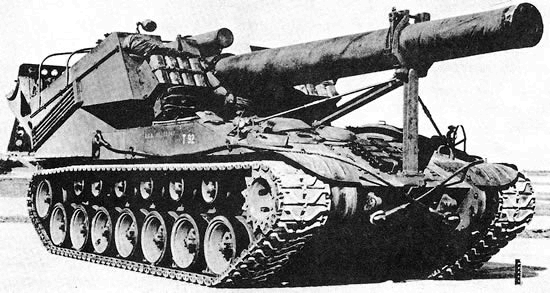
Wersja T93 GMC z 8-calową armatą

Pierwotnie planowano, że T92 i T93 zostaną użyte w czasie inwazji na Japonię (operacja Downfall). Po wcześniejszej niż się spodziewano kapitulacji Japonii żaden z tych pojazdów nie wszedł jednak do produkcji seryjnej i nigdy nie zostały one użyte bojowo.